# Bogucice (Łódź)
Pour les articles homonymes, voir Bogucice.
Bogucice (prononciation [bɔɡuˈt͡ɕit͡sɛ]) est un village de la gmina de Zadzim, du powiat de Poddębice, dans la voïvodie de Łódź, situé dans le centre de la Pologne.
Il se situe à environ 9 kilomètres (km) au sud-est de Zadzim (siège de la gmina), 17 kilomètres au sud de Poddębice (siège du powiat) et 35 kilomètres à l'ouest de Łódź (capitale de la voïvodie).
Sa population s'élevait à 113 habitants en 2009.

## Administration
De 1975 à 1998, le village était attaché administrativement à l'ancienne voïvodie de Sieradz.

Depuis 1999, il fait partie de la nouvelle voïvodie de Łódź.